# Melanargia chloris
Melanargia chloris är en fjärilsart som beskrevs av Wagener 1959 . Melanargia chloris ingår i släktet Melanargia och familjen praktfjärilar. Inga underarter finns listade i Catalogue of Life.